# Hamad Al-Montashari

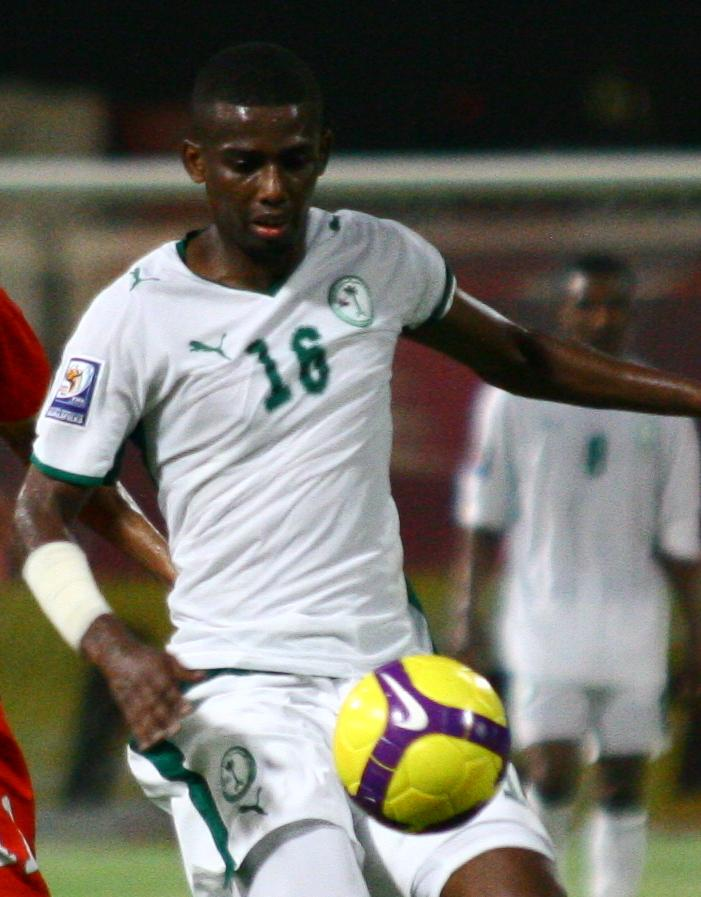
Hamad Al-Montashari (2009)

Hamad Al-Montashari (Arabisch: حمد المنتشري, Ḥamad al-Muntašarī) (Djedda, 22 juni 1982) is een Saoedi-Arabisch profvoetballer. Hij speelt als verdediger voor Al-Ittihad en het nationaal elftal.
Al-Montashari won in 2004 en 2005 met Al-Itihad de AFC Champions League. Het jaar 2005 was voor de Arabiër sowieso een topjaar. Naast de Champions League-winst, behaalde hij met Al-Ittihas de vierde plaats op het WK voor clubs en Al-Montashari scoorde in de met 3-2 verloren halve finale tegen São Paulo FC. Verder plaatste de verdediger zich met het nationaal elftal voor het WK 2006. Ten slotte werd Al-Montashari in 2005 uitgeroepen tot Aziatisch voetballer van het jaar.
Op het WK 2006 speelde Al-Montashari in alle groepswedstrijden. Saoedi-Arabië eindigde echter als laatste in groep H en moest naar huis.

## Erelijst
Al-Ittihad
- Aziatisch voetballer van het jaar

2005